# Antarctic Sound
Antarctic Sound (hiszp. Paso Antarctic, Estrecho Antarctic) – wąska cieśnina oddzielająca archipelag Joinville Group od przylądka Trinity Peninsula, najdalej na północ wysuniętej części Półwyspu Antarktycznego i całej Antarktydy.

## Etymologia
Nazwa cieśniny Antarctic Sound pochodzi od nazwy szwedzkiego statku badawczego „Antarctic”, który służył w wyprawach antarktycznych i zatonął na Morzu Weddella na wschód od Paulet Island 12 lutego 1903 roku w trakcie Szwedzkiej Wyprawy Antarktycznej. „Antarctic”, pod dowództwem Carla Antona Larsena (1860–1924) był pierwszym statkiem, który przepłynął przez cieśninę (1902 roku). 

## Geografia
Wąska cieśnina (11–13 km szerokości) oddzielająca archipelag Joinville Group (D'Urville Island, Joinville Island, Dundee Island) od przylądka Trinity Peninsula, najdalej na północ wysuniętej części Półwyspu Antarktycznego i całej Antarktydy. Cieśnina ma prawie 50 km długości i jest często blokowana przez góry lodowe odrywające się z pobliskiego Lodowca Szelfowego Larsena. Na dnie cieśniny znajduje się Jeagyu Knoll uważany za podwodny wulkan oraz przynajmniej dwie inne struktury wulkaniczne.
Zatoka Nadziei w północnej części Trinity Peninsula jest ostoją ptaków IBA z uwagi na zamieszkującą ją dużą kolonię pingwinów białookich. W 1985 roku odnotowano tu ponad 123 tys. gniazdujących par tych ptaków. Ponadto w Zatoce Nadziei gniazdują także pingwiny białobrewe, rybitwy antarktyczne, oceanniki żółtopłetwe, mewy południowe i pochwodzioby żółtodziobe. 
Na południowo-zachodnim wybrzeżu cieśniny leży wulkan stołowy Brown Bluff z plażą dostępna dla turystów w grupach zorganizowanych z przewodnikiem.    

## Historia
W 1903 roku obecność lodu w cieśninie uniemożliwiła dotarcie statku „Antarctic” do obozu zimowego Szwedzkiej Wyprawy Antarktycznej w Snow Hill. W 1944 roku lód uniemożliwił założenie bazy wojskowej w Zatoce Nadziei w ramach tajnej brytyjskiej operacji – operacji Tabarin. 